# El Convent (Torrefarrera)
El Convent és una obra historicista de Torrefarrera (Segrià) inclosa a l'Inventari del Patrimoni Arquitectònic de Catalunya.

## Descripció
Edifici de tres plantes entorn a un pati gairebé quadrangular situat al mig de l'horta. Per la part del darrere forma una galeria sobre pilars de pedra que acaben a la planta baixa amb una arcaria de voltes desiguals. Pel costat nord s'afegeix un cos rectangular que correspon a l'església. Pautes simètriques de composició. Pedra en general i maó a la galeria del darrere.

## Història
L'església (1885) és immediatament posterior a l'edifici residencial. Hi ha afegits posteriors de poc relleu. Després d'estar bastants anys deshabitat, ha estat reutilitzat des de fa uns deu anys com a centre de disminuïts psíquics. Actualment en obres per reformes.